# Lutas nos Jogos Pan-Americanos de 2011 - Livre até 74 kg masculino
A categoria até 74 kg masculino foi um dos eventos da luta livre nos Jogos Pan-Americanos de 2011. Foi disputada em 24 de outubro no Ginásio do CODE II com oito lutadores, cada um representando um país.

## Calendário
Horário local (UTC-6).
| Data          | Horário | Fase                |
| ------------- | ------- | ------------------- |
| 24 de outubro | 10:00   | Quartas-de-final    |
| 24 de outubro | 10:48   | Semifinal           |
| 24 de outubro | 18:00   | Disputa pelo bronze |
| 24 de outubro | 18:08   | Final               |

## Medalhistas
| Ouro   | USA Jordan Burroughs                |
| Prata  | CUB Yunierki Blanco                 |
| Bronze | CAN Matt Gentry VEN Ricardo Roberty |

## Resultados

### Chave
|  | Quartas-de-final     | Quartas-de-final     | Quartas-de-final     | Quartas-de-final     | Quartas-de-final |                      |                      | Semifinal | Semifinal | Semifinal | Semifinal | Semifinal |  |  | Final               | Final               | Final | Final | Final |
|  |                      |                      |                      |                      |                  |                      |                      |           |           |           |           |           |  |  |                     |                     |       |       |       |
|  | CUB Yunierki Blanco  | CUB Yunierki Blanco  | 6                    | 3                    |                  |                      |                      |           |           |           |           |           |  |  |                     |                     |       |       |       |
|  | MEX Eduardo Valencia | MEX Eduardo Valencia | 1                    | 0                    |                  |                      |                      |           |           |           |           |           |  |  |                     |                     |       |       |       |
|  | MEX Eduardo Valencia | MEX Eduardo Valencia | 1                    | 0                    |                  | CUB Yunierki Blanco  | CUB Yunierki Blanco  | 1         | 2         | 1         |           |           |  |  |                     |                     |       |       |       |
|  |                      |                      |                      |                      |                  | CUB Yunierki Blanco  | CUB Yunierki Blanco  | 1         | 2         | 1         |           |           |  |  |                     |                     |       |       |       |
|  |                      | CAN Matt Gentry      | CAN Matt Gentry      | 1                    | 1                | 0                    |                      |           |           |           |           |           |  |  |                     |                     |       |       |       |
|  | CAN Matt Gentry      | CAN Matt Gentry      | CAN Matt Gentry      | 1                    | 1                | 0                    | 1                    | 1         |           |           |           |           |  |  |                     |                     |       |       |       |
|  | CAN Matt Gentry      | CAN Matt Gentry      |                      |                      |                  |                      | 1                    | 1         |           |           |           |           |  |  |                     |                     |       |       |       |
|  | PER Pool Ambrocio    | PER Pool Ambrocio    | 0                    | 0                    |                  |                      |                      |           |           |           |           |           |  |  |                     |                     |       |       |       |
|  |                      |                      |                      |                      |                  |                      |                      |           |           |           |           |           |  |  | CUB Yunierki Blanco | CUB Yunierki Blanco | 2     | 2     |       |
|  |                      |                      | USA Jordan Burroughs | USA Jordan Burroughs | 3                | 3                    |                      |           |           |           |           |           |  |  |                     |                     |       |       |       |
|  | ECU José Mercado     | ECU José Mercado     | 0                    | 0                    |                  |                      |                      |           |           |           |           |           |  |  |                     |                     |       |       |       |
|  | USA Jordan Burroughs | USA Jordan Burroughs | 7                    | 6                    |                  |                      |                      |           |           |           |           |           |  |  |                     |                     |       |       |       |
|  | USA Jordan Burroughs | USA Jordan Burroughs | 7                    | 6                    |                  | USA Jordan Burroughs | USA Jordan Burroughs | 2         | 1         |           |           |           |  |  |                     |                     |       |       |       |
|  |                      |                      |                      |                      |                  | USA Jordan Burroughs | USA Jordan Burroughs | 2         | 1         |           |           |           |  |  |                     |                     |       |       |       |
|  |                      | VEN Ricardo Roberty  | VEN Ricardo Roberty  | 1                    | 1                |                      |                      |           |           |           |           |           |  |  |                     |                     |       |       |       |
|  | COL Rosalio Medrano  | COL Rosalio Medrano  | VEN Ricardo Roberty  | 1                    | 1                | 1                    | 0                    |           |           |           |           |           |  |  |                     |                     |       |       |       |
|  | COL Rosalio Medrano  | COL Rosalio Medrano  |                      |                      |                  | 1                    | 0                    |           |           |           |           |           |  |  |                     |                     |       |       |       |
|  | VEN Ricardo Roberty  | VEN Ricardo Roberty  | 0                    | 6                    |                  |                      |                      |           |           |           |           |           |  |  |                     |                     |       |       |       |

### Repescagem
|  | Primeira rodada      | Primeira rodada      | Primeira rodada |  |  | Disputa pelo bronze  | Disputa pelo bronze  | Disputa pelo bronze |
|  |                      |                      |                 |  |  |                      |                      |                     |
|  |                      |                      |                 |  |  |                      |                      |                     |
|  |                      |                      |                 |  |  | CAN Matt Gentry      | CAN Matt Gentry      | 4 9                 |
|  | MEX Eduardo Valencia | MEX Eduardo Valencia |                 |  |  | MEX Eduardo Valencia | MEX Eduardo Valencia | 0 2                 |
|  | Bye                  |                      |                 |  |  |                      |                      |                     |
|  |                      |                      |                 |  |  |                      |                      |                     |
|  |                      |                      |                 |  |  |                      |                      |                     |
|  |                      |                      |                 |  |  |                      |                      |                     |

|  | Primeira rodada  | Primeira rodada  | Primeira rodada |  |  | Disputa pelo bronze | Disputa pelo bronze | Disputa pelo bronze |
|  |                  |                  |                 |  |  |                     |                     |                     |
|  |                  |                  |                 |  |  |                     |                     |                     |
|  |                  |                  |                 |  |  | VEN Ricardo Roberty | VEN Ricardo Roberty | 3 7                 |
|  | ECU José Mercado | ECU José Mercado |                 |  |  | ECU José Mercado    | ECU José Mercado    | 0                   |
|  | Bye              |                  |                 |  |  |                     |                     |                     |
|  |                  |                  |                 |  |  |                     |                     |                     |
|  |                  |                  |                 |  |  |                     |                     |                     |
|  |                  |                  |                 |  |  |                     |                     |                     |